# Veronica Ballestrini
Veronica Jean Ballestrini (Waterford, 29 de outubro de 1991) é uma cantora, compositora e atriz norte-americana.